# Геркулес (Кассель)
Статуя Геркулеса (нем. Die Statue Der Herkules) — важный памятник архитектуры в немецком городе Кассель. Он расположен в парке Вильгельмсхёэ в земле Гессен, Германия.
Геркулес представляет собой медный памятник с изображением древнегреческого полубога Геракла (др.-греч. Ἡρακλῆς). Статуя находится на вершине пирамиды, которая стоит на вершине восьмиугольника; статуя и другие части памятника были построены в разное время. В наше время название «Геркулес» относится не только к статуе, но и ко всему памятнику, включая восьмиугольник и пирамиду. Сооружение является самой высокой точкой в Горном парке Вильгельмсхёэ.
Памятник расположен на восточном гребне хребта Хабихтсвальд. Он был построен в искусственной полости, сделанной на холме Карлсберг (526 м. нум) в самом высоком месте, находившимся в прямой видимости из дворца Вильгельмсхёэ.
23 июня 2013 года парк и Геркулес были объявлены объектом всемирного наследия ЮНЕСКО во время 37-й сессии Комитета Всемирного наследия ЮНЕСКО в Пномпене.

## История строительства
Строительство горного парка Вильгельмсхёэ было начато ландграфом Гессен-Касселя Карлом в 1696 году. Параллельно с этим примерно в 500 метрах к юго-востоку от современного Геркулеса, на несколько метров ниже вершины холма Хюттенберг, на восточном гребне Хабихтсвальда началось строительство первых частей гигантской статуи. Однако позднее было решено отказаться от использования холма Хюттенберг в парковом комплексе. Работа остановилась и место строительства было заброшено. Недостроенное здание, которое поросло лесом, равно как и часть кладки фундамента высотой около 7 метров, сохранились до нашего времени.
Монумент возводили в 1701—1717 годах по проекту итальянского архитектора Джованни Франческо Гурньеро. Сама статуя Геркулеса была поставлена на вершине пирамиды 30 ноября 1717 года. Однако в связи с типичной для Касселя плохой погодой в ноябре «день рождения» статуи отмечают 17 июля, эту дату выбрали, ориентируясь на год завершения строительства: 1717.
Гравюры, сделанные в 1706 году, показывают, что в парке было запланировано гораздо более обширное строительство. Гурньеро намеревался устроить водные каскады вниз по всему склону холма, вплоть до дворца Вильгельмсхёэ. Этот проект был реализован лишь отчасти, на четверть расстояния до дворца, вероятно, в связи с ограниченными финансовыми ресурсами ландграфа. Оставшееся пространство между каскадом и замком было заполнено спустя 70 лет и теперь формирует ядро английского ландшафтного сада — Горный парк Вильгельмсхёэ.
Комплекс со статуей Геркулеса расположен в самой северной части парка и является важным архитектурным памятником города.

### Строительные материалы
Все детали памятника (включая каскады) изготовлены из туфа, который был добыт в ближайших карьерах. Этот мягкий материал хорошо обрабатывается, но быстро выветривается, особенно на морозе. Быстрый процесс выветривания был структурной проблемой для статуи все 300 лет её существования. Сама статуя Геркулеса весит три тонны и состоит из металлического каркаса из медного листа, различные источники утверждают, что от 1 до 3 мм толщиной.

## Размеры
Общая высота комплекса Геркулес составляет 70,5 метров. 32,65 метра приходится на октогон; 29,60 метра — высота пирамиды и 8,25 метра — высота самой статуи Геркулеса. Перепад высот между верхней частью статуи и нижней частью каскадов составляет 179 метров.

### Размеры фигуры
| Габариты              | 8.25 метра (с основанием 11.3 метра) |
| Ширина рта            | 0.22 метра                           |
| Окружность головы     | 3.40 метра                           |
| Правое плечо          | 1.90 метра                           |
| Запястье              | 1 метр                               |
| Длина большого пальца | 0.47 метра                           |
| Длина ноги            | 1.25 метра                           |
| Большой палец ноги    | 0.35 метра                           |
| Источник              | Официальный сайт                     |

## Каскады
Водяные каскады представляют собой 250-метровую каменную структуру, которая образует гигантскую лестницу воды. Впервые каскады заработали 3 июня 1714 года. На сегодняшний день они работают в летний сезон (с мая по октябрь) каждую среду и воскресенье во второй половине дня. Кроме того, каждую первую субботу месяца в июне, июле, августе и сентябре включение каскадов происходит в вечернее время с разноцветными огнями, освещающими воду, фонтан и различные памятники. На включение каскадов используется около 350 000 литров воды, посетители парка могут следовать по всему пути воды, начиная от статуи Геркулеса и до большого озера дворца Вильгельмсхёэ. Вся система основана на естественном давлении из резервуаров и подземных трубах, замки которых открываются вручную. Система функционирует таким образом уже более трёхсот лет.

## Реконструкция
В конце 2005 года был начат процесс полной реставрации всего комплекса, в том числе статуи Геркулеса. Данная реставрация являются частью государственной концепции по реорганизации ландшафтного музея Гессен-Кассель и, согласно планам Министерства науки и культуры, должна была быть завершена в 2011 году. Затраты на реставрацию первоначально были оценены в 21 миллион евро, однако в связи с задержками в сроках, растущими затратами на строительство и другими ранее не запланированными расходами, по оценкам министерства в мае 2011 года, стоимость реставрационных работ уже достигла около 30 миллионов евро.

## Галерея

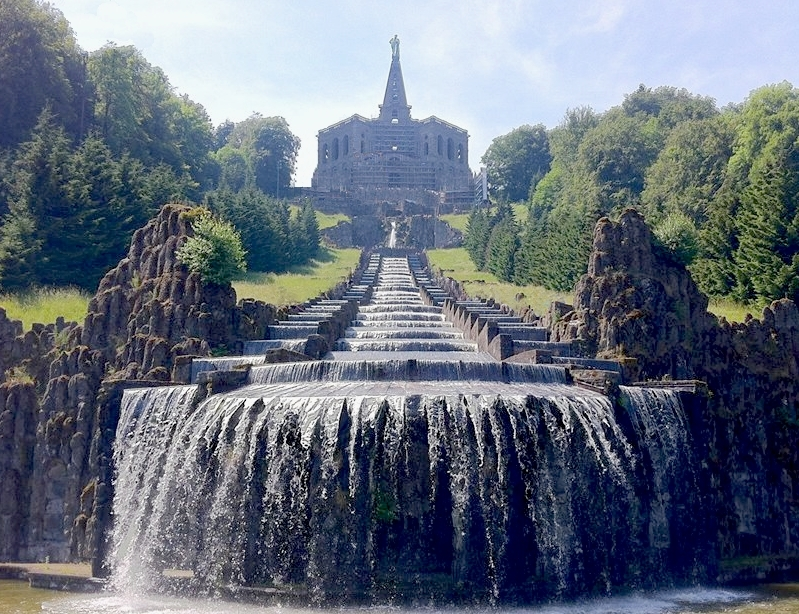
Общий вид на памятник и водяные каскады.
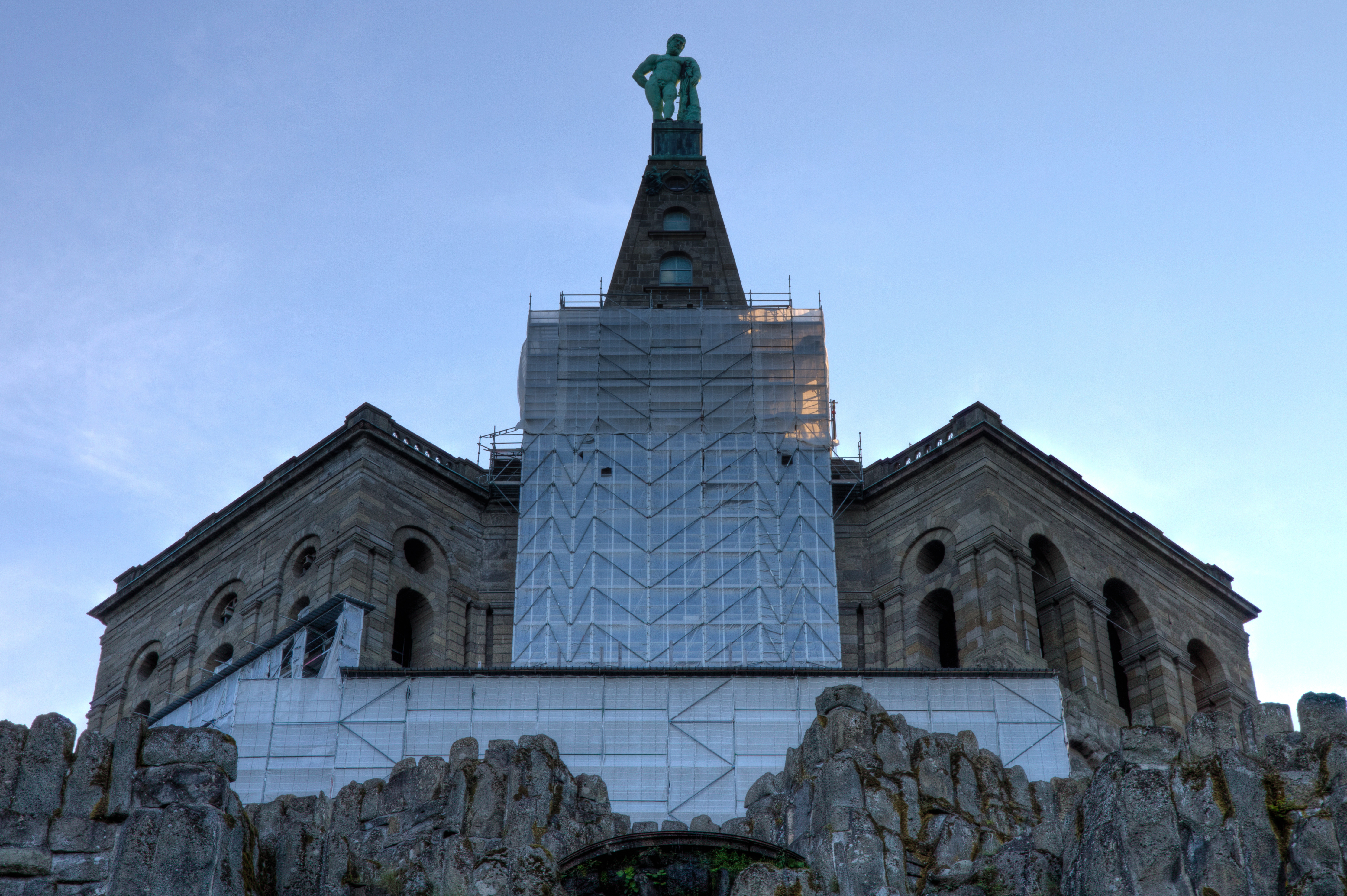
Статуя находится на вершине пирамиды, которая стоит на вершине октогона.
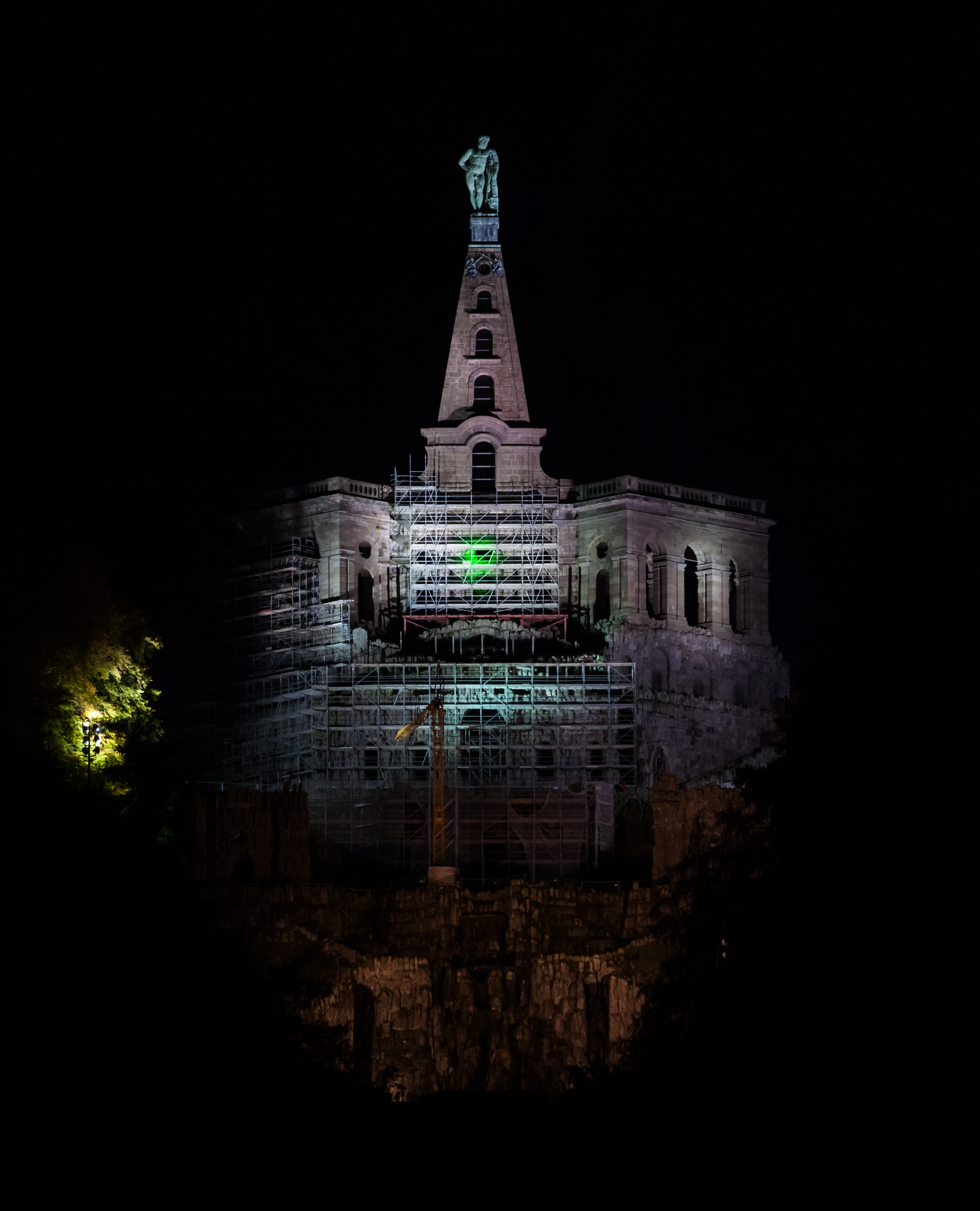
Ночной вид на памятник
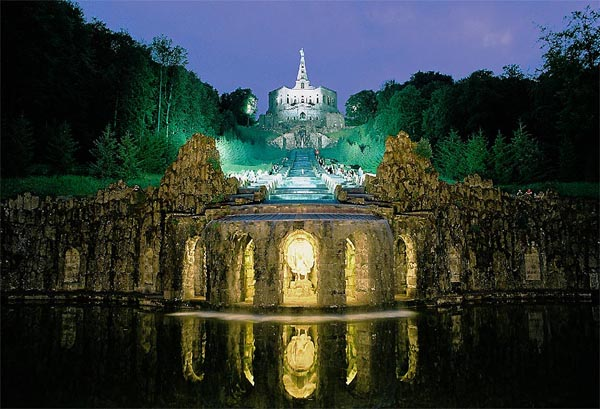
Включение каскадов в вечернее время с разноцветными огнями, освещающими воду, фонтан и различные памятники.
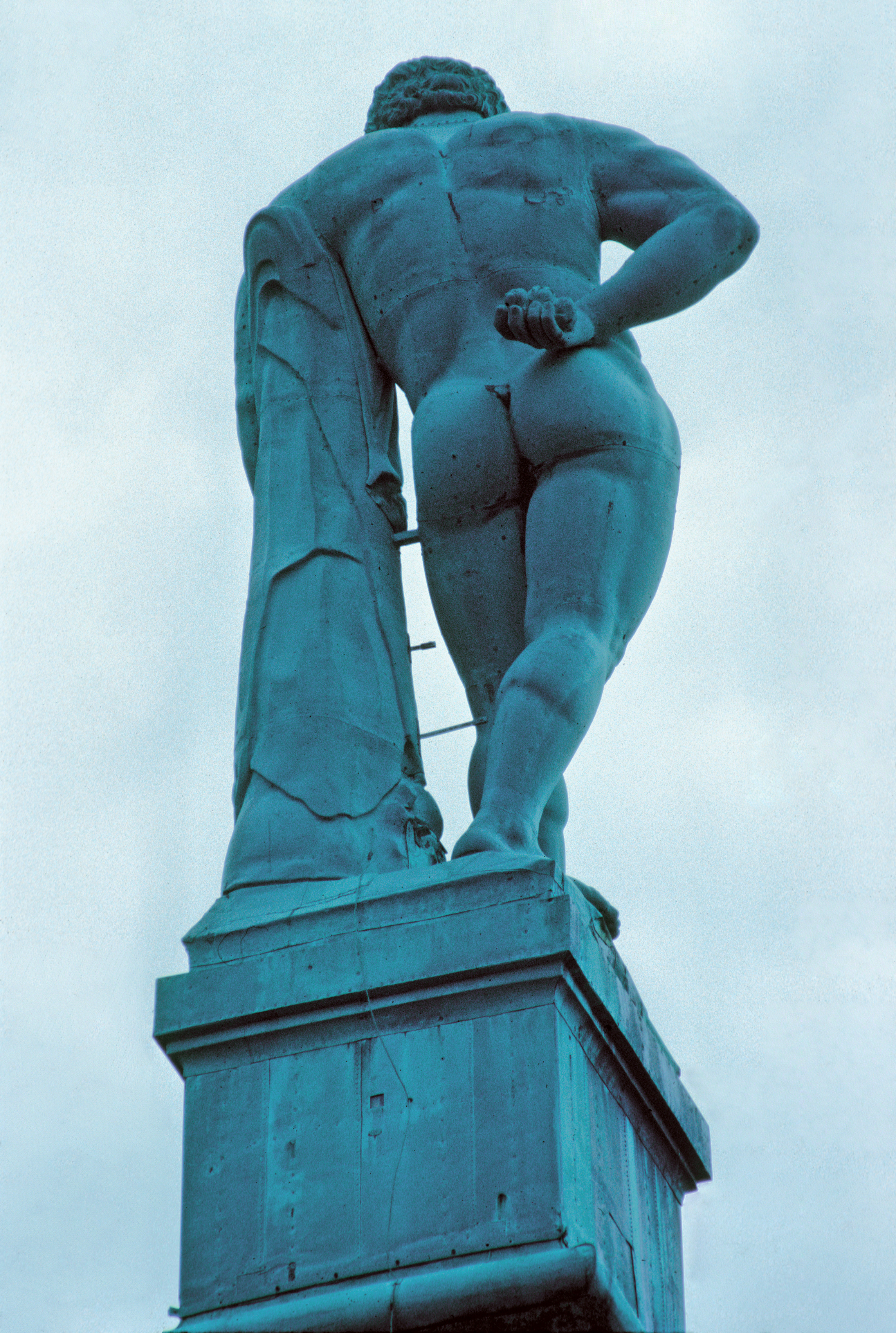
Вид на скульптуру со спины
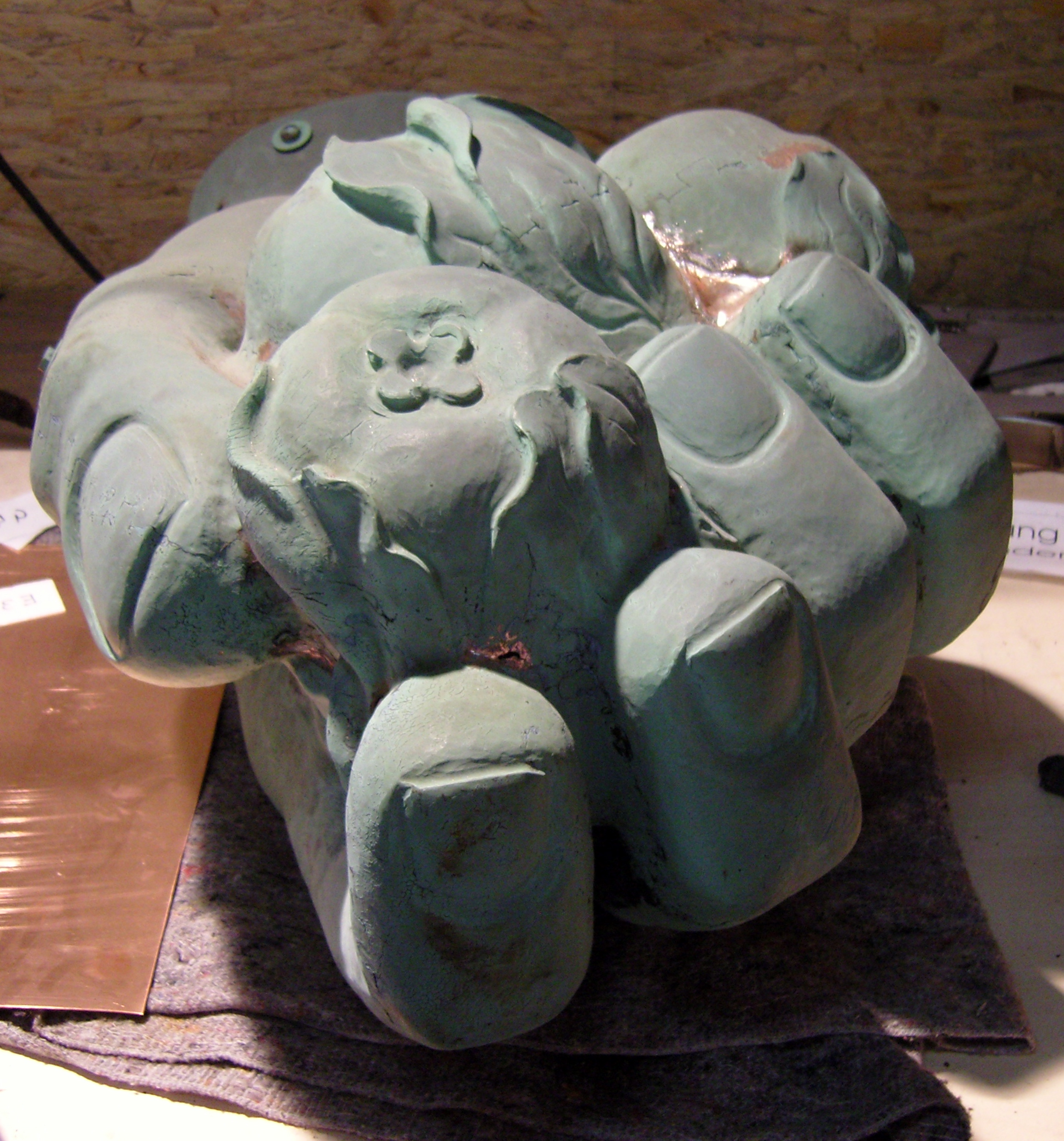
Фрагмент статуи (ладонь), снятый во время реставрационных работ в 2008 году.
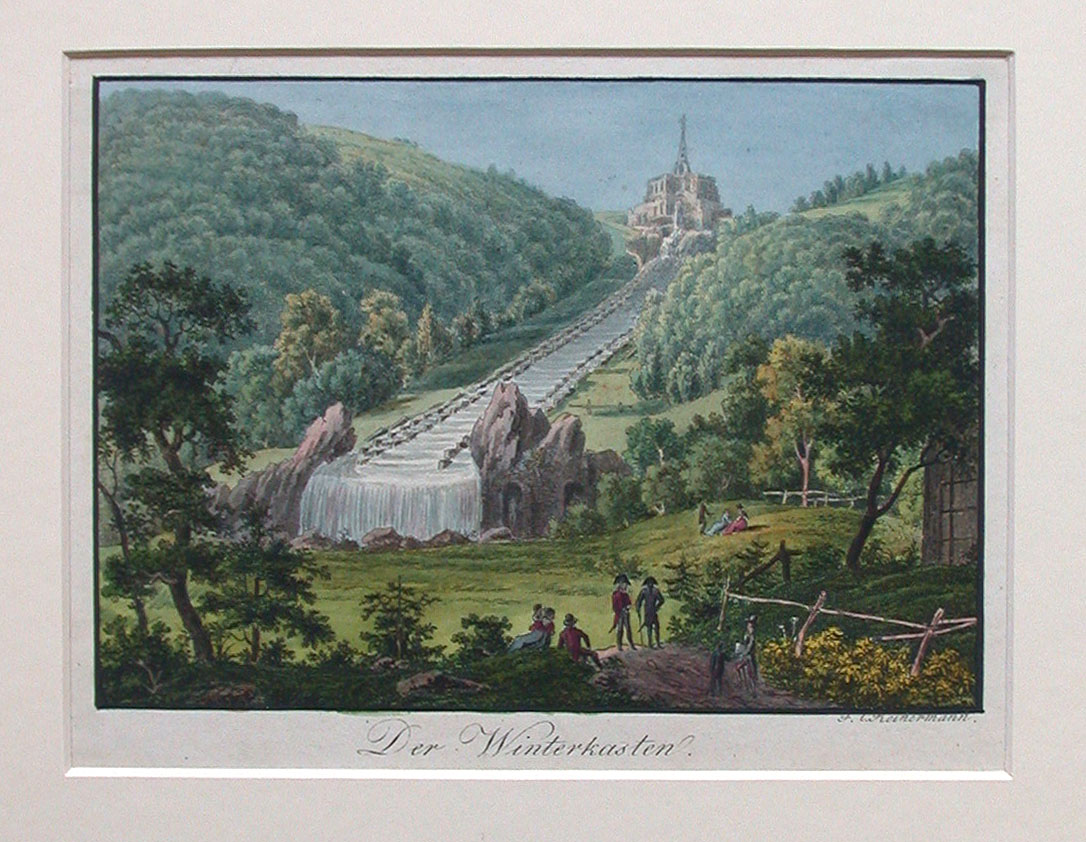
Гравюра с изображением памятника и горного парка Вильгельмсхёэ, примерно 1800 год.